# Köflacherbahn
| |                      |                                            |                                            |
| Streckennummer (ÖBB): | 434 01               |                                            |                                            |
| Kursbuchstrecke (ÖBB): | 550                  |                                            |                                            |
| Streckenlänge: | 40,1 km              |                                            |                                            |
| Spurweite: | 1435 mm (Normalspur) |                                            |                                            |
| Streckengeschwindigkeit: | 120 km/h             |                                            |                                            |
| |                      |                                            |                                            |
| \| \| \| Südbahn von Bruck an der Mur \| \| \| \| -0,2 \| Graz Hbf \| 363 m ü. A. \| \| \| \| Brücke Eggenberger Straße \| \| \| \| 0,0 \| Südbahn nach Spielfeld-Straß \| Südbahn nach Spielfeld-Straß \| \| \| 0,506 \| Graz Köflacherbahnhof \| Graz Köflacherbahnhof \| \| \| \| AB Garant Tiernahrung \| \| \| \| 0,7 \| Brücke Alte Poststraße \| Brücke Alte Poststraße \| \| \| \| AB Buissnesspark Reininghaus \| \| \| \| 1,2 \| AB Ziegelwerk \| AB Ziegelwerk \| \| \| 1,9 \| AB Belgier-Kaserne \| AB Belgier-Kaserne \| \| \| 2,797 \| Graz Wetzelsdorf \| Graz Wetzelsdorf \| \| \| 4,837 \| Graz Webling \| Graz Webling \| \| \| 6,318 \| Graz Straßgang \| 349 m ü. A. \| \| \| 6,5 \| AB Felbermayr \| AB Felbermayr \| \| \| \| Seiersberg (geplant) \| \| \| \| 10,997 \| Premstätten-Tobelbad \| 360 m ü. A. \| \| \| \| Brücke der Tobelbader Straße \| \| \| \| \| Doblbach \| \| \| \| \| Brücke B 76 (Radlpass Straße) \| \| \| \| 15,770 \| Lieboch \| 336 m ü. A. \| \| \| \| Wieserbahn nach Wies-Eibiswald \| \| \| \| \| Liebochbach \| \| \| \| 18,193 \| Lieboch Schadendorf \| Lieboch Schadendorf \| \| \| \| Södingbach \| \| \| \| 21,569 \| Söding-Mooskirchen \| Söding-Mooskirchen \| \| \| \| Brücke A2-Zubringer Mooskirchen \| \| \| \| 24,724 \| Köppling \| Köppling \| \| \| \| Kainach \| \| \| \| 27,347 \| Krottendorf-Ligist \| 359 m ü. A. \| \| \| 29,114 \| Gaisfeld (bis 13. Dezember 2025) \| Gaisfeld (bis 13. Dezember 2025) \| \| \| \| Teigitsch \| \| \| \| \| Kremser Tunnel (103 m) \| \| \| \| 31,438 \| Krems in Steiermark \| Krems in Steiermark \| \| \| \| Brücke B 70 (Packer Straße) \| \| \| \| 33,789 \| Voitsberg \| 396 m ü. A. \| \| \| \| Kainach \| \| \| \| \| Brücke Greißenegger Straße \| \| \| \| \| Kainach \| \| \| \| 0,0 \| AB Bärnbach-Oberdorf \| AB Bärnbach-Oberdorf \| \| \| \| AB Quarzolith \| \| \| \| \| Brücke Mitterdorfer Straße \| \| \| \| \| Kainach \| \| \| \| 1,8 \| Oberdorf in Steiermark Stölzle-Oberglas \| Oberdorf in Steiermark Stölzle-Oberglas \| \| \| \| \| \| \| \| 35,935 \| Bärnbach \| Bärnbach \| \| \| \| Brücke Doktor-Niederdorfer-Straße \| \| \| \| \| Rosental-Tunnel (244 m) \| \| \| \| \| Gradnerbach \| \| \| \| \| Brücke Grazer Straße B70 \| \| \| \| 39,9 \| AB Junior (ehem. Lear) \| AB Junior (ehem. Lear) \| \| \| 39,960 \| Köflach \| 451 m ü. A. \| \| \| \| AB Stölzle-Oberglas \| \| \| \| \| ehem. Tunnel in den Bergbau „Franzschacht“ \| \| \| \| \| 1965 verfüllt \| \| |                      |                                            |                                            |
| Strecke |                      | Südbahn von Bruck an der Mur               | Südbahn von Bruck an der Mur               |
| Bahnhof | -0,2                 | Graz Hbf                                   | 363 m ü. A.                                |
| Brücke |                      | Brücke Eggenberger Straße                  | Brücke Eggenberger Straße                  |
| Abzweig geradeaus und nach links | 0,0                  | Südbahn nach Spielfeld-Straß               | Südbahn nach Spielfeld-Straß               |
| Bahnhof | 0,506                | Graz Köflacherbahnhof                      | Graz Köflacherbahnhof                      |
| Abzweig geradeaus und nach rechts |                      | AB Garant Tiernahrung                      | AB Garant Tiernahrung                      |
| Brücke | 0,7                  | Brücke Alte Poststraße                     | Brücke Alte Poststraße                     |
| Abzweig geradeaus und nach links |                      | AB Buissnesspark Reininghaus               | AB Buissnesspark Reininghaus               |
| Abzweig geradeaus und ehemals nach rechts | 1,2                  | AB Ziegelwerk                              | AB Ziegelwerk                              |
| Abzweig geradeaus und nach rechts | 1,9                  | AB Belgier-Kaserne                         | AB Belgier-Kaserne                         |
| Haltepunkt / Haltestelle | 2,797                | Graz Wetzelsdorf                           | Graz Wetzelsdorf                           |
| Haltepunkt / Haltestelle | 4,837                | Graz Webling                               | Graz Webling                               |
| Bahnhof | 6,318                | Graz Straßgang                             | 349 m ü. A.                                |
| Abzweig geradeaus und von rechts | 6,5                  | AB Felbermayr                              | AB Felbermayr                              |
| ehemaliger Bahnhof |                      | Seiersberg (geplant)                       | Seiersberg (geplant)                       |
| Bahnhof | 10,997               | Premstätten-Tobelbad                       | 360 m ü. A.                                |
| Strecke mit Straßenbrücke |                      | Brücke der Tobelbader Straße               | Brücke der Tobelbader Straße               |
| Brücke über Wasserlauf |                      | Doblbach                                   | Doblbach                                   |
| Brücke |                      | Brücke B 76 (Radlpass Straße)              | Brücke B 76 (Radlpass Straße)              |
| Bahnhof | 15,770               | Lieboch                                    | 336 m ü. A.                                |
| Abzweig geradeaus und nach links |                      | Wieserbahn nach Wies-Eibiswald             | Wieserbahn nach Wies-Eibiswald             |
| Brücke über Wasserlauf |                      | Liebochbach                                | Liebochbach                                |
| Haltepunkt / Haltestelle | 18,193               | Lieboch Schadendorf                        | Lieboch Schadendorf                        |
| Brücke über Wasserlauf |                      | Södingbach                                 | Södingbach                                 |
| Bahnhof | 21,569               | Söding-Mooskirchen                         | Söding-Mooskirchen                         |
| Strecke mit Straßenbrücke |                      | Brücke A2-Zubringer Mooskirchen            | Brücke A2-Zubringer Mooskirchen            |
| Haltepunkt / Haltestelle | 24,724               | Köppling                                   | Köppling                                   |
| Brücke über Wasserlauf |                      | Kainach                                    | Kainach                                    |
| Bahnhof | 27,347               | Krottendorf-Ligist                         | 359 m ü. A.                                |
| Haltepunkt / Haltestelle | 29,114               | Gaisfeld (bis 13. Dezember 2025)           | Gaisfeld (bis 13. Dezember 2025)           |
| Brücke über Wasserlauf |                      | Teigitsch                                  | Teigitsch                                  |
| Tunnel |                      | Kremser Tunnel (103 m)                     | Kremser Tunnel (103 m)                     |
| Haltepunkt / Haltestelle | 31,438               | Krems in Steiermark                        | Krems in Steiermark                        |
| Strecke mit Straßenbrücke |                      | Brücke B 70 (Packer Straße)                | Brücke B 70 (Packer Straße)                |
| Bahnhof | 33,789               | Voitsberg                                  | 396 m ü. A.                                |
| Brücke über Wasserlauf |                      | Kainach                                    | Kainach                                    |
| Brücke |                      | Brücke Greißenegger Straße                 | Brücke Greißenegger Straße                 |
| Brücke über Wasserlauf |                      | Kainach                                    | Kainach                                    |
| Verschwenkung von links · Verschwenkung von rechts | 0,0                  | AB Bärnbach-Oberdorf                       | AB Bärnbach-Oberdorf                       |
| Abzweig geradeaus und nach rechts · Strecke |                      | AB Quarzolith                              | AB Quarzolith                              |
| Brücke · Strecke |                      | Brücke Mitterdorfer Straße                 | Brücke Mitterdorfer Straße                 |
| Brücke über Wasserlauf · Strecke |                      | Kainach                                    | Kainach                                    |
| Betriebs-/Güterbahnhof Streckenende · Strecke | 1,8                  | Oberdorf in Steiermark Stölzle-Oberglas    | Oberdorf in Steiermark Stölzle-Oberglas    |
| Verschwenkung nach rechts |                      |                                            |                                            |
| Haltepunkt / Haltestelle | 35,935               | Bärnbach                                   | Bärnbach                                   |
| Strecke mit Straßenbrücke |                      | Brücke Doktor-Niederdorfer-Straße          | Brücke Doktor-Niederdorfer-Straße          |
| Tunnel |                      | Rosental-Tunnel (244 m)                    | Rosental-Tunnel (244 m)                    |
| Brücke über Wasserlauf |                      | Gradnerbach                                | Gradnerbach                                |
| Strecke mit Straßenbrücke |                      | Brücke Grazer Straße B70                   | Brücke Grazer Straße B70                   |
| Abzweig geradeaus und nach links | 39,9                 | AB Junior (ehem. Lear)                     | AB Junior (ehem. Lear)                     |
| Bahnhof | 39,960               | Köflach                                    | 451 m ü. A.                                |
| Abzweig ehemals geradeaus und nach rechts |                      | AB Stölzle-Oberglas                        | AB Stölzle-Oberglas                        |
| Tunnelanfang (Strecke außer Betrieb) |                      | ehem. Tunnel in den Bergbau „Franzschacht“ | ehem. Tunnel in den Bergbau „Franzschacht“ |
| Strecke (außer Betrieb) (im Tunnel) |                      | 1965 verfüllt                              | 1965 verfüllt                              |

Die Köflacherbahn ist eine Bahnstrecke in der Steiermark, die von Graz über Lieboch nach Köflach führt. Seit 2. Juli 2024 gehört die Strecke der ÖBB-Infrastruktur AG. Im Personenverkehr wird sie von der Graz-Köflacher Bahn und Busbetrieb GmbH mit den Linien S7 und S61 der S-Bahn Steiermark bedient.

## Geschichte

### 19. Jahrhundert
Nachdem eine bereits 1851 projektierte Pferdeeisenbahn von Köflach nach Graz nicht zur Ausführung gelangte, erhielt die betreibende „Voitsberg-Köflach-Lankowitzer Steinkohlengewerkschaft“ am 26. August 1855 das kaiserliche Privilegium zum Bau und Betrieb einer „Locomotiv-Eisenbahn“ von Köflach nach Graz. Daraufhin wurde die Gewerkengesellschaft in eine Aktiengesellschaft mit der Bezeichnung „k. k. privilegierte Graz-Köflacher Eisenbahn- und Bergbaugesellschaft“ umgewandelt, die am 16. Jänner 1856 ihre erste Generalversammlung in Wien abhielt. Der Anstoß zum Bau der Köflacherbahn wurde von Erzherzog Johann gegeben, der auch die Trassenführung persönlich bestimmte, war er doch der große Förderer und Mitplaner der Südbahn und als Besitzer von Kohlegruben in Köflach und eines für die damalige Zeit modernsten Blechwalzwerks in Krems in der Weststeiermark auch persönlich an dieser Bahnverbindung interessiert.
Der Betrieb auf der Strecke Graz–Köflach wurde am 22. Juni 1859 zunächst provisorisch aufgenommen, wobei dieser vorwiegend dem Kohletransport aus den dortigen Bergbaugebieten diente. Der reguläre Personenverkehr folgte am 3. April 1860, der Frachtenverkehr am 1. November 1860. Die „Wieserbahn“ von Lieboch über Deutschlandsberg nach Wies-Eibiswald kam am 8. April 1873 als Flügelbahn hinzu.

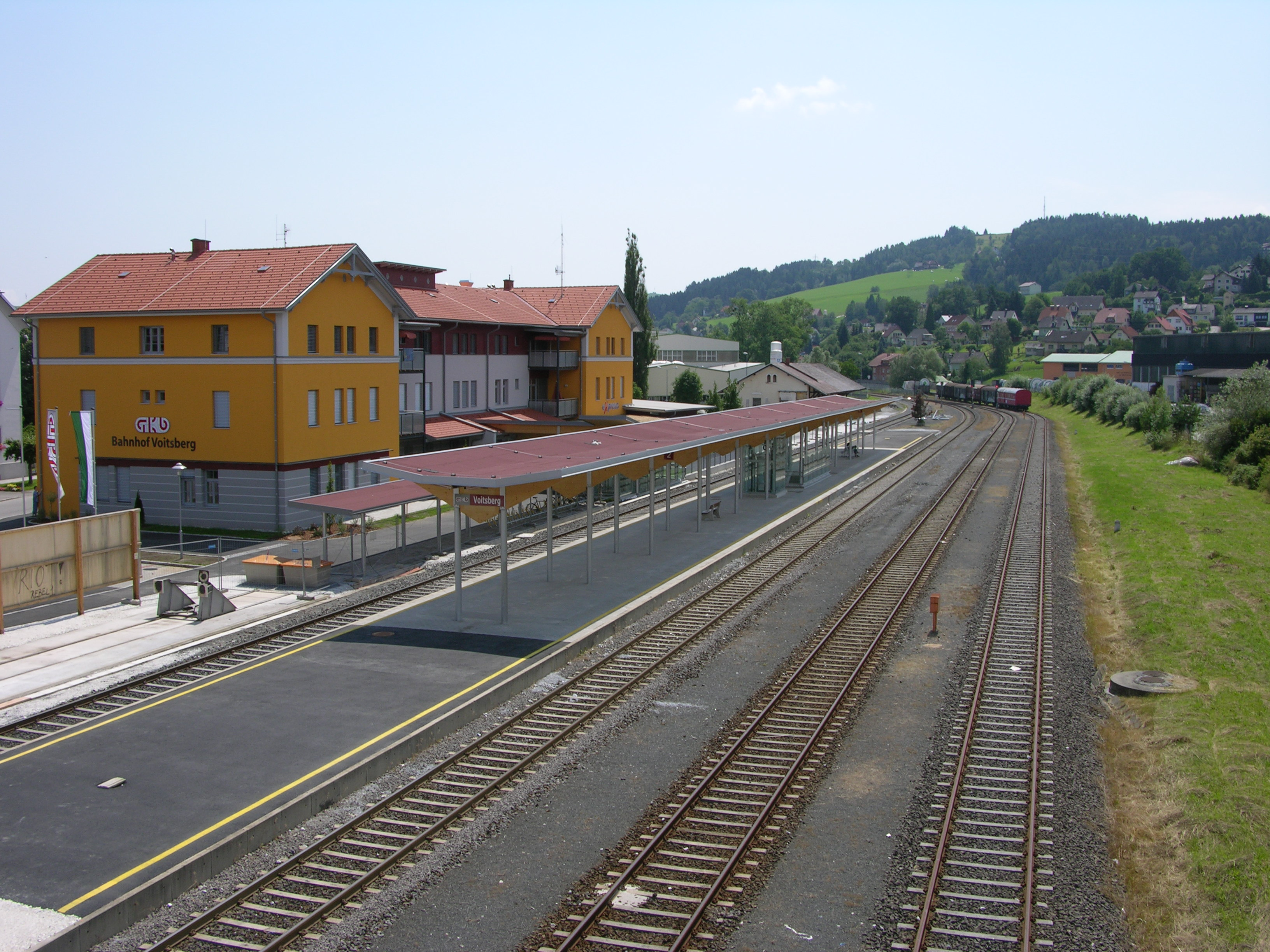
Bahnhof Voitsberg (2006)

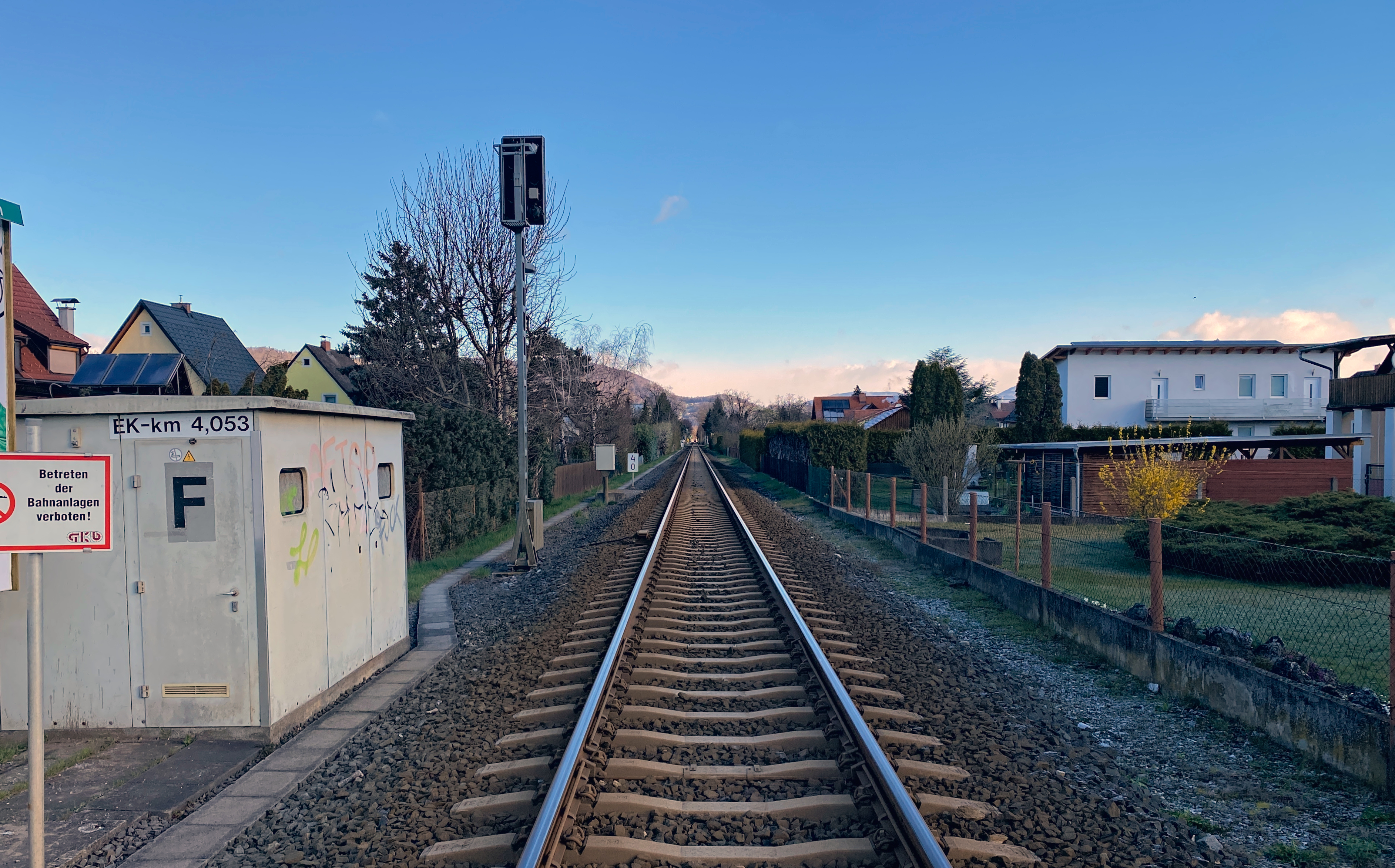
Gleise der Köflacherbahn in Graz

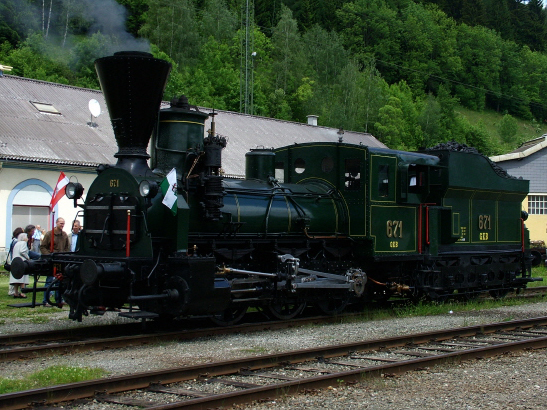
Die GKB 671 – die dienstälteste Dampflok der Welt

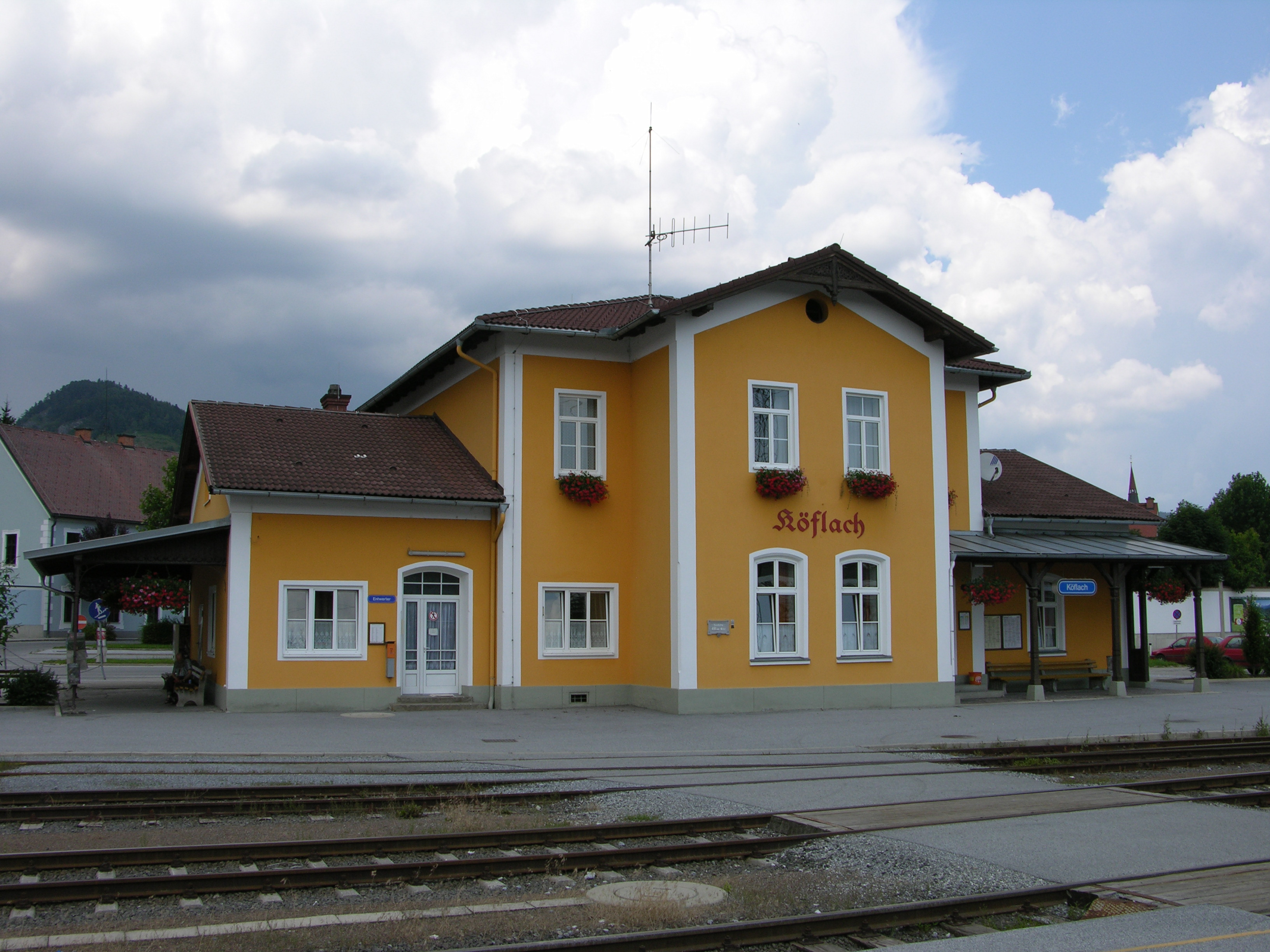
Bahnhof Köflach (2006)

Ursprünglich war Eigentümerin die „Graz-Köflacher Eisenbahn- und Bergbaugesellschaft“ (damals „GKB“, heute „GKB-Bergbau“), die ebenso den Kohlebergbau durchführte. Für die beiden Bahnstrecken wurde in unmittelbarer Nähe des Grazer Hauptbahnhofs ein eigener Bahnhof errichtet, der noch heute unter dem Namen „Graz Köflacherbahnhof“ (innerbetriebliche Abkürzung „GKf“) bekannt ist. Alle personenbefördernden Züge der GKB, die in Graz Hauptbahnhof beginnen oder enden, halten ebenso im Graz Köflacherbahnhof. Von 1878 bis 1924 führte die GKB den Betrieb nicht selbst, sondern hatte ihn der österreichischen Südbahn-Gesellschaft übertragen. Der Graz-Köflacher Eisenbahn- und Bergbaugesellschaft gehörte ab 1880 auch das Schloss Alt-Kainach.

### 20. Jahrhundert
1918 nahm eine Privatinitiative den Bau einer 5,5 km langen normalspurigen Bahn von Köflach in das industriell wie forstwirtschaftlich bedeutsame Krenhof () in Aussicht. Die unverwirklicht gebliebene Flügelbahn verstand sich als Teil der Linie Köflach–Obersteiermark.
1952 wurde wegen des Kohleabbaus die Strecke zwischen Oberdorf und Köflach verlegt und der 244 m lange Rosentaler Tunnel gebaut. In der zweiten Hälfte des 20. Jahrhunderts erfolgte durch den langsamen Rückgang des Kohleabbaus und durch das steigende Mobilitätsbedürfnis eine Umorientierung zum Personenverkehr.
In den 1980er Jahren wurden die Strecken der GKB zum Anziehungspunkt für Eisenbahnliebhaber und -fotografen, da die GKB eine der letzten Bahnverwaltungen in Österreich war, die im Rangier- und Verschubdienst sowie teilweise noch im Streckendienst Dampflokomotiven einsetzte. So blieben betreut vom Verein „Steirische Eisenbahnfreunde“ (StEF), der in enger Zusammenarbeit mit der GKB steht, die Dampflokomotiven 671 (ex Südbahn Reihe 29, Baujahr 1860 und damit eine der ältesten betriebsfähigen und die dienstälteste Dampflokomotive der Welt) und 56.3115 (mit Stand 2007 nicht betriebsbereit) erhalten.

### 21. Jahrhundert
Mit 2. Juli 2024 hatte die ÖBB-Infrastruktur AG den Teilbetrieb Infrastruktur der GKB und damit auch die Köflacherbahn übernommen, die die übernommenen Strecken auch als Steirische Westbahn bezeichnet.
Am 14. Dezember 2025 wird die Haltestelle Gaisfeld aufgelassen.

## Streckenverlauf
Die Strecke verlässt den Südkopf des Grazer Hauptbahnhofs in einem Rechtsbogen Richtung Westen, passiert den Köflacherbahnhof wendet sich am Reininghausgelände wieder nach Süden und durchmisst im verbauten Stadtgebiet von Graz das Grazer Feld. Die Strecke rückt immer näher an den bergigen Beckenrand heran und durchschneidet südlich von Tobelbad einen Geländerücken zum Doblbachtal, das umgehend über einen weiteren Geländerücken zum Kainachtal in Lieboch wieder verlassen wird.
Die Trasse folgt nun dem weiten Kainachtal flussaufwärts bis Voitsberg, wo sie für eine kurze Strecke – bis Köflach – noch ins Tal des Gradnerbachs Einzug hält.

## Betrieb
Die S-Bahn-Linie S7 der S-Bahn Steiermark befährt die gesamte Strecke im Stundentakt. Zwischen Graz und Lieboch verkehrt außerdem im Stundentakt die Linie S61, sodass sich auf diesem Abschnitt ein ungleichmäßiger 50/10-Minuten-Takt ergibt. In der Hauptverkehrszeit fahren außerdem Verstärkerzüge, die nicht an allen Stationen halten.

## Elektrifizierung und weiterer Ausbau
Ursprünglich sollte die Elektrifizierung der Köflacherbahn bis 2025, gleichzeitig mit Inbetriebnahme der Koralmbahn, abgeschlossen werden.
Stand 2025 ist eine Elektrifizierung des Abschnittes Graz–Lieboch–Köflach bis 2029 vorgesehen.
Bis 2033 sollen im Grazer Stadtgebiet alle Bahnübergänge beseitigt werden und zusätzlich eine Haltestelle in der Nähe des Einkaufszentrum Seiersberg errichtet werden.

## Ereignisse
- Am 24. Februar 1910 kam es in Krottendorf zu einem spektakulären Zusammenprall eines Güterzugs mit mehreren abgestellten Waggons. [16]
- Am 6. Juli 1943 stießen nahe der Haltestelle Köppling zwei Personenzüge zusammen. Bei dem Unglück wurden sieben Personen getötet, 20 überlebten teils schwer verletzt.
- Am 16. August 1965 wurde nach einem Dammbruch im Bergbau Franzschacht der Bahnhof Köflach und ein Teil der Stadt Köflach mit Schlamm überflutet, in dem auch die Lok GKB 671 feststeckte.
- Am 11. November 1979 stieß in Seiersberg eine Triebwagengarnitur mit einem jugoslawischen Reisebus zusammen. Der Unfall forderte neun Todesopfer und mehr als 60 Verletzte.[17]
- Am 18. September 2018 kollidierte ein Linienbus der Holding Graz Linien am unbeschrankten Eisenbahnübergang Grottenhofstraße mit einem Personenzug der GKB, nachdem die Busfahrerin das Ampelsignal übersehen hatte. Die Busfahrerin kam dabei ums Leben, acht Passagiere wurden schwer verletzt.[18][19]